# Strohonivka, Simferopol
Strohonivka (în ucraineană Строгонівка) este un sat în comuna Trudove din raionul Simferopol, Republica Autonomă Crimeea, Ucraina.

## Demografie
Componența lingvistică a localității Strohonivka
     Tătară crimeeană (49,05%)
     Rusă (40,14%)
     Ucraineană (3,52%)
     Alte limbi (0,09%)
Conform recensământului din 2001, nu exista o limbă vorbită de majoritatea populației, aceasta fiind compusă din vorbitori de tătară crimeeană (49,05%), rusă (40,14%) și ucraineană (3,52%).